# أطن أفغاني
أطن أفغاني (الاسم العلمي: Arnebia afghanica)، نوع نبات من جنس الأطن وتتبع فصيلة الحمحمية، التي تم وصفها لأول مرة من قبل Kitamura ، وحصلت على اسمها الحالي من قبل ك. هـ. ريشنغر وريدل. لا توجد له نويعات مدرجة في دليل الحياة.